# أتلس (شركة)
أَتلُس (بالإنجليزية: Atlus)‏ هي شركة ألعاب فيديو يابانية ويقع مقرها الرئيسي في العاصمة اليابانية طوكيو.تأسست الشركة في 7 أبريل سنة 1986 وأنتجت عدة ألعاب منها لعبة ميجامي تينسي وغيرها.
تأسست أتلس في أبريل 1986 وقضت سنواتها الأولى كمطور لألعاب الفيديو لشركات أخرى. أصبحت ناشرًا لألعاب الفيديو خاصة بها في عام 1989 وظلت موجودة حتى تم دمجها في شركة شركة أنديكس في أكتوبر 2010. بعد الحل، استمر اسم أتلس كعلامة تجارية تستخدمها شركة شركة أنديكس لنشر ألعاب الفيديو حتى عام 2013، عندما اشترتها سيجا وأعيد إحياؤها كشركة تحت اسم سيجا Dream Corporation.
لدى أتلس ثلاثة أقسام تطوير: قسم الإبداع الأول (Team Maniax)، قسم الإبداع الثاني (P-Studio)، والقسم الإبداعي للإنتاج الثالث (Studio Zero). تم تأسيس أتلس الولايات المتحدة الأمريكية، وهو فرع للشركة في أمريكا الشمالية، في عام 1991 من أجل التركيز على نشر وتعريب الألعاب لأمريكا الشمالية، بينما تم تأسيس فرع أوروبي في عام 2017.

## التاريخ

شعار أتلس حتى عام 2013

بدأت أتلس في 7 أبريل 1986 كمطور ألعاب فيديو لألعاب الكمبيوتر لشركات أخرى. في يناير 1987، بدأ أتلس بيع معدات التسلية.  توسعت في بيع معدات الكاريوكي في مارس 1989. أصدرت أتلس أول لعبة فيديو تحت اسمها في عام 1989: لغز بوي ل غيم بوي.
بدأت أتلس في صناعة الأركيد في التسعينيات من خلال تصنيع أول لعبة فيديو أركيد، بلازيون، في عام 1992. في عام 1995، أطلق أتلس نادي الطباعة (بوريكورا) في أروقة بالشراكة مع سيجا. إنه كشك ملصقات للصور ينتج صور سيلفي. وقد ابتكره ساساكي ميهو موظف أتلس في عام 1994. قدم أتلس وسيجا بوريكورا في فبراير 1995، في البداية في أروقة الألعاب، قبل التوسع إلى مواقع الثقافة الشعبية الأخرى مثل محلات الوجبات السريعة ومحطات القطار ومؤسسات الكاريوكي وأزقة البولينج. أصبحت Purikura شكلاً شائعًا من وسائل الترفيه بين الشباب في جميع أنحاء شرق آسيا، مما وضع الأسس لثقافة السيلفي الحديثة. بحلول عام 1996، كانت تمثل 70 ٪ من إيرادات الشركة.
دخل أتلس بورصة طوكيو في عام 1997، مدرجًا في جاسداك. في إطار هدفها المتمثل في زيادة وجودها في صناعة الترفيه، استحوذت أتلس على الشركة المصنعة إريم في عام 1999. في عام 2000، قام أتلس بتأسيس مشروع مشترك مع كادوكاوا شوتين لتوزيع وبيع الألعاب. عانى أتلس من عجز النتائج المالية في كل من 1999 و 2000. ولمعالجة هذه المشكلة، وضع أتلس خطة لإصلاح الإدارة في عام 2001. في إطار جهود إعادة الهيكلة، باعت أتلس شركتين تابعتين (أحدهما Apies) لموظفيها كجزء من عملية الاستحواذ الإدارية.
في أكتوبر 2001، استحوذت شركة أتلس على كرير سوفت، وأصبحت الناشر الوحيد لسلسلة جرولانسر : لعبة لعب الأدوار الإستراتيجية في الوقت الفعلي من المبدعين في سلسلة لانغريسر. في عام 2004، بعد إصدار جرولانسر الرابع، تم دمج غالبية موظفي Career Soft في فريق التطوير الرئيسي لـ أتلس حيث عملوا على ألعاب شين ميغامي تينسي: الشيطان الناجي. كعلامة تجارية مطور، تم حل Career Soft في النهاية.
في أكتوبر 2003، استحوذت شركة الألعاب اليابانية تاكارا على أتلس. في 21 نوفمبر 2006، أعلنت إندكس هولدنجز عن استحواذها على أتلس، اعتبارًا من 30 أكتوبر 2006، وشراء 7.7 مليون سهم (54.93 في المائة؛ 77 ألف صوت، أو 54.96 في المائة من حقوق التصويت) في 20 نوفمبر 2006. أصبحت أتلس شركة تابعة لـ أنديكس هولدينجز في 29 نوفمبر 2006.
في مارس 2009، أعلنت أتلس وستينغ إنترتينمنت عن شراكة للنشر جعلت أتلس الناشر الوحيد للألعاب التي طورتها أنديكس ستينغ في اليابان. في 17 سبتمبر 2009، أعلنت إندكس هولدنجز عن فصل منشأة أتلس الترفيهية والأعمال ذات الصلة إلى شركة تابعة، نيو إنترتينمنت ويفز، سارية اعتبارًا من 1 ديسمبر. كما تم نقل مائة واثنان وسبعون سهماً من أسهم الشركة التابعة إلى تشوشوكيجيو ليجر في 1 ديسمبر.
في 30 أغسطس 2010، أعلنت إندكس هولدنجز اندماجها مع شركة أتلس، مع بقاء أنديكس هولدينجز، اعتبارًا من 1 أكتوبر. بعد الاندماج، ستستمر أنديكس هولدينجز في تشغيل علامة أتلس التجارية. على الرغم من أن المعجبين كانوا قلقين بشأن مستقبل الشركة، قال الرئيس التنفيذي شينيتشي سوزوكي إن أتلس ستواصل تقديم «أفضل تجارب ألعاب ذات جودة ممكنة» والاندماج «يعزز أساس أتلس، سواء في اليابان وهنا في الولايات المتحدة.» في 9 نوفمبر 2010، أعلنت إندكس هولدنجز عن إعادة تسميتها إلى إندكس كوربوريشن، على أن يتم تأكيد ذلك في اجتماع المساهمين في 25 نوفمبر 2010 ويسري في 1 ديسمبر.
من عام 2010 إلى عام 2013، لم تعد أتلس، كشركة، من الوجود وأصبح اسمها علامة تجارية لشركة شركة أنديكس لألعاب الفيديو في اليابان. ومع ذلك، ظلت أتلس الولايات المتحدة الأمريكية نشطة وتم تغيير اسمها إلى أنديكس ديجيتل ميديا، لتكون بمثابة شركة فرعية في أمريكا الشمالية لشركة شركة أنديكس. كما هو الحال في اليابان، استمر إصدار ألعاب الفيديو في تلك المنطقة تحت اسم أتلس خلال هذه الفترة. في يونيو 2013، أفيد أن شركة إندكس رفعت دعوى إعادة تأهيل مدني، حيث واجهت الإفلاس بديون قدرها 24.5 مليار ين. قال متحدث باسم أتلس الولايات المتحدة الأمريكية أن أنديكس ديجيتل ميديا وأتلس لم تتأثران بالإجراءات.
في 18 سبتمبر 2013، أفيد أن سيجا فازت في محاولة للحصول على مؤشر الإفلاس مقابل 14 مليار ين. تم نقل جميع عمليات الفهرس، بما في ذلك علامة أتلس التجارية وأنديكس ديجيتل ميديا (أتلس الولايات المتحدة الأمريكية)، في 1 نوفمبر 2013 إلى شركة سيجا دريم (شركة تابعة جديدة تأسست في 5 سبتمبر 2013) في ذلك اليوم، أعلنت شركة سيجا أنها ستغير اسم شركة سيجا دريم إلى شركة شركة أنديكس.
في 18 فبراير 2014، أعلنت سيجا عن فصل محتويات شركة شركة أنديكس وأعمال الحلول إلى شركة تابعة جديدة، شركة أنديكس، وإعادة تسمية شركة شركة أنديكس القديمة وقسمها المتبقي لأعمال الألعاب الرقمية إلى أتلس اعتبارًا من 1 أبريل 2014. سيتضمن أتلس الجديد الشركة الأجنبية التابعة، أنديكس ديجيتل ميديا، والتي ستعيد اسمها مرة أخرى إلى أتلس الولايات المتحدة الأمريكية عند إنشاء أتلس الجديد.
في أبريل 2017، أعلنت سيجا سامي القابضة عن نقل وظائف المكتب الرئيسي لمجموعة سيجا مجموعة سامي والشركات الفرعية المحلية الرئيسية الموجودة في منطقة العاصمة طوكيو إلى شيناغاوا بحلول يناير 2018. كان منطقهم المعلن هو تعزيز التعاون بين الشركات وخلق تفاعل أكثر نشاطًا للموظفين، مع متابعة إدارة المجموعة بكفاءة من خلال دمج وظائف المكتب الرئيسي المتفرقة للمجموعة أتلس هي واحدة من الشركات التي انتقلت استجابة لذلك. تضم الشركة ثلاثة أقسام: قسم الإبداع الأول (المسؤول عن إدارة سلسلة ميغامي تينسي و إتريان أوديسي)، قسم الإنتاج الثاني (يُسمى أيضًا P-Studio والمسؤول عن إدارة سلسلة برسونا)، والإنتاج الثالث للإدارة الإبداعية يسمى Studio Zero).

## الفروع الدولية

### أتلس الولايات المتحدة الأمريكية
تأسست شركة أتلس الولايات المتحدة الأمريكية، في عام 1991 ومقرها في إيرفين بولاية كاليفورنيا، وهي الشركة الأمريكية التابعة لشركة أتلس وتنشر الألعاب التي أنشأها أتلس ومطورون آخرون. كان يطلق عليه رسميًا اسم أنديكس ديجيتل ميديا من عام 2010 إلى عام 2014 ردًا على حل أتلس في شركة إنديكس.
لم يتم إصدار عدد من ألعاب ميجامي تينسي في أمريكا الشمالية. خلال التسعينيات، كانت جاك بروس. مع فيرتشوال بوي، ريفلوشنز: بيرسونا مع بلاستيشن و الوحي: قاتل الشياطين ل غيم بوي كولر هي أول ثلاث ألعاب في السلسلة تصدر في أمريكا الشمالية. إصدار عام 2004 من شين ميغامي تينسي: الموسيقى الهادئة كان أول إصدار لألعاب الفيديو من السلسلة الرئيسية في الولايات المتحدة  منذ ذلك الحين، استمرت السلسلة في الترجمة وإصدارها في الولايات المتحدة، بما في ذلك ألعاب مثل برسونا 3 و مستدعي الشيطان: رايدو كوزونوها ضد جيش بلا روح، وشين ميغامي تينسي: رحلة غريبة.
قامت أتلس الولايات المتحدة الأمريكية بترجمة لعبة ديسجايا: ساعة الظلام الكلاسيكية، التي أنشأتها نيبون إشي سوفت وير. نشرت الشركة أيضًا لعبة لعب الأدوار التكتيكية تكتيكات الغول وغيم بوي أدفانس التي تعيد إنتاج ألعاب كونيو كون و التنين المزدوج فور مليون (وهي شركة مكونة من موظفين سابقين في تكنوس جابان). تشمل العناوين البارزة الأخرى لعبة أطفال على الجليد و أطفال على الجليد 2 (لـ نينتندو 64) وسلسلة أودين المجال وسلسلة مركز الصدمات. أصدرت أتلس الولايات المتحدة الأمريكية لعبة ريفييرا: أرض الميعاد، وهي لعبة فيديو لعب الأدوار لـ غيم بوي أدفانس تم إصدارها مسبقًا لـ واندرسوان، في عام 2004 بالتعاون مع ستينغ إنترتينمنت وبانداي. في عام 2006، أصدرت أتلس الولايات المتحدة الأمريكية وستينج اتحاد يغدرا، وهي لعبة لعب الأدوار الإستراتيجية (RPG) لـ غيم بوي أدفانس. بعد نشر وارك ديساين لـ أجيال الهدير، أصدروا جرولنثر: تراث الحرب في 2005 و جرولنثر وايفيرير أوف تايم في 2012.
أنشأت الشركة قسمًا عبر الإنترنت، بما في ذلك بوابة أتلس أونلاين التي تخدم نيو ستيم: القارة الممزقة و شين ميجامي تينسي: تخيل. في 31 مارس 2013، قامت شركة مارفيلوس بشراء قسم أتلس أونلاين الخاص بشركة أنديكس ديجيتل ميديا وتم نقله إلى إكسيد غيمز. نشرت أتلس الولايات المتحدة الأمريكية ألعابًا تحت اسم مملكة مارل، بدءًا من رابسودي: مغامرة موسيقية في عام 2000. في 18 فبراير 2014، أعلنت شركة سيجا أن أنديكس ديجيتل ميديا ستعيد اسمها إلى أتلس الولايات المتحدة الأمريكية. في مارس 2016، أعلنت سيجا أن سيجا ستنشر جميع المنتجات المترجمة المستقبلية من أتلس لأمريكا الشمالية.

### أوروبا وأوقيانوسيا
حتى عام 2017، لم يكن لدى أتلس قسم أوروبي مخصص لنشر وتوزيع كتبهم داخل منطقة أوروبا وأوقيانوسيا. بدلاً من ذلك، تم نشر العديد من عناوين أتلس في هذه المناطق بواسطة نيبون إشي سوفت وير (NIS) والشعبة الأمريكية نيبون إشي سوفت وير. بعد استحواذ سيجا سامي القابضة على أتلس، وجدت نيبون إشي سوفت وير أنه أصبح من الصعب العمل بين سيجا وأتلس للتوزيع وفي أبريل 2016، أنهت شراكة التوزيع رسميًا مع أتلس. في يوليو 2016، أعلنت ديب سيلفر أنها توصلت إلى اتفاق لتصبح موزع أتلس لأوروبا وأوقيانوسيا، وستبدأ في نشر العناوين في كل من التجزئة والشكل الرقمي. في أغسطس 2017، أعلن أتلس عن فتح فريق توزيع أوروبي موجود في مكاتب سيجا أوروبا في لندن والذي سينشر جميع ألعابه في المستقبل.

## جالب حظ الشركة
جاك فروست، الذي يظهر كشخصية شيطانية في امتياز شين ميجامي تينسي، هو تميمة الشركة.  يشبه رجل الثلج، لديه أسنان وذيل ولا أنف، ويرتدي قبعة مهرج وياقة وحذاء. شعاره هو «هي-هو». ظهر في عدة ألعاب في سلسلة ميغامي تينسي، بالإضافة إلى ألعاب جاك بروس. جاكفورست هو شخصية مخفية في نسختين أمريكا الشمالية واليابانية من أطفال على الجليد، مع دور أكبر في النسخة اليابانية. لديه عائلة. تم إنشاء المزيد من الأقارب منذ شين ميجامي تينسي الثاني، بما في ذلك كينج فروست وفروست 5 سينشي وبلاك فورست.

## قائمة على ألعاب أتلس
- شين ميجامي تينسي: طوكيو موكوشيروكو
- شين ميجامي تينسي: أطفال الشيطان [الإنجليزية]
- شين ميجامي تينسي: أطفال الشيطان 2 فاتح وداكن
- الشيطان الناجي 2: ذا أنيميشن
- بيرسونا: روح الثالوث
- بيرسونا 4 ذي أنيميشن
- بيرسونا 4: ذا أنيميشن جولد
- بيرسونا 3 الفيلم: رقم 1، ربيع الميلاد
- بيرسونا 3 الفيلم: رقم 2، حلم فارس منتصف الصيف
- بيرسونا 3 الفيلم: رقم 3، السقوط
- بيرسونا 3 الفيلم: رقم 4، شتاء إعادة الميلاد [الإنجليزية]
- بيرسونا 5: ذا أنيميشن قواطع اليوم
- بيرسونا 5: ذا أنيميشن

## وصلات خارجية
- الموقع الرسمي
- الموقع الرسمي
- الموقع الرسمي
- The أتلس (USA) Blog, a fan blog site